# Міхоелс Соломон Михайлович

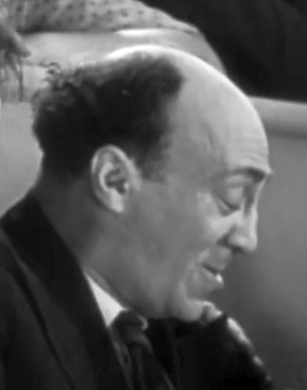
Кадр з фільму «Цирк», 1936

Соломон Михайлович Міхоелс (їд. שלמה מיכאָעלס — Шлойме Міхоелс, справжнє прізвище — Вовсі; 4 (16) березня 1890, Дінабург (у той час Вітебська губернія, смуга осілості, нині — Даугавпілс, Латвія) — 12 січня 1948, Мінськ, БРСР) — радянський театральний актор і режисер, педагог, громадський і політичний діяч. Народний артист СРСР (1939). Лауреат Сталінської премії другого ступеня (1946). Убитий співробітниками МГБ, вбивство було замасковано під дорожню пригоду.

## Біографія

### Навчання та творчий шлях

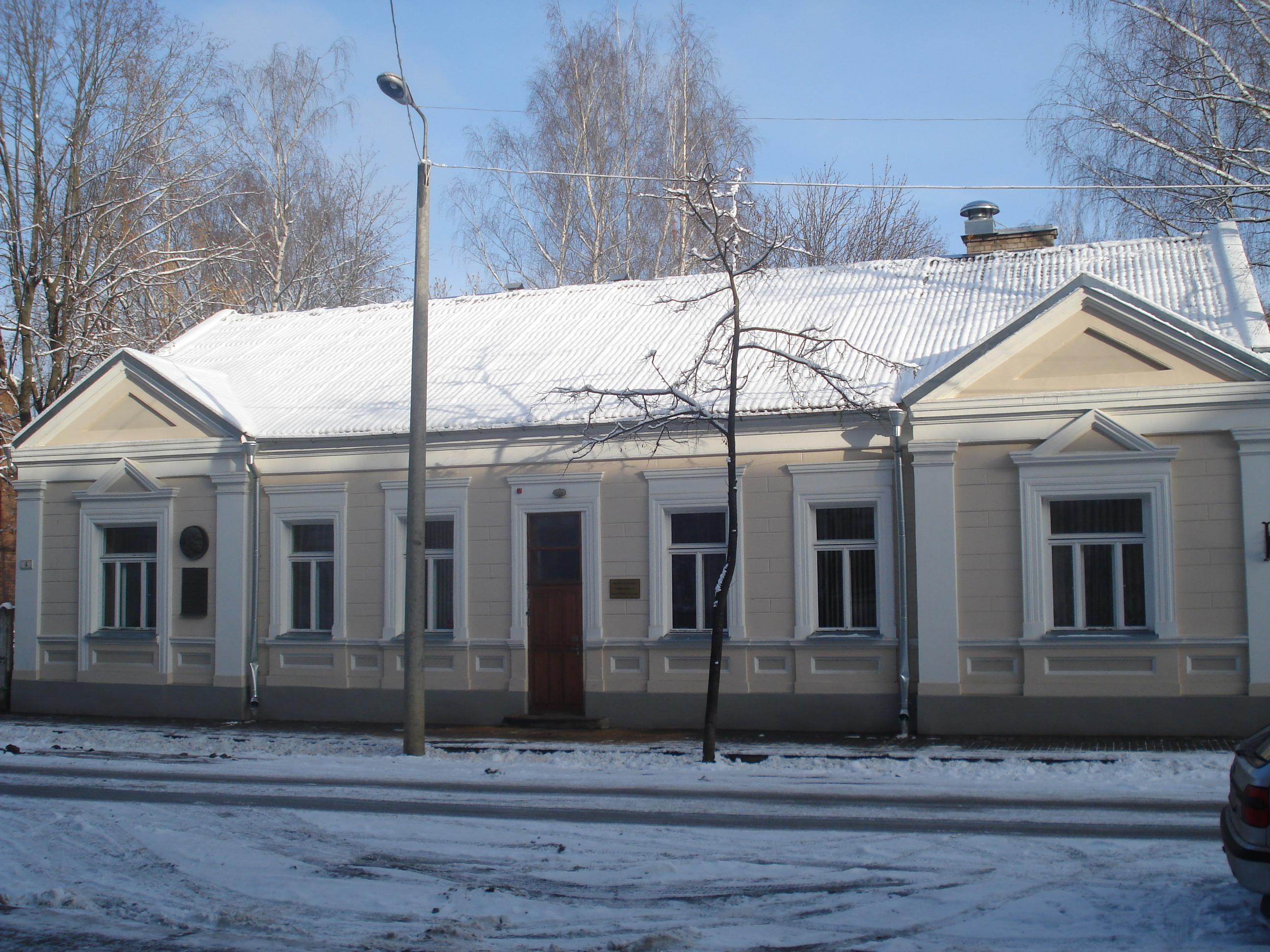
Будинок на вулиці Заїжджій в Двинську (нині вулиця Міхоелса, 4 в Даугавпілсі), в якому народився Міхоелс

Здобув традиційну єврейську початкову освіту в хедері. Визнавав, що «лише в тринадцять років почав навчатися систематично світським наукам та російській мові». У 1905 вступив у реальне училище в Ризі й у 1908 році закінчив його. У 1911 вступив до Київського комерційного інституту, але не закінчив його — був виключений за участь у студентських заворушеннях. З 1915 по 1918 також навчався на юридичному факультеті Санкт-Петербурзького державного університету.
Після Жовтневої революції в 1918 вступив до організованої в Петрограді Єврейської театральної студії О. М. Грановського. З 1919 активно грав на сцені, в тому числі у п'єсах «Сліпі» Метерлінка (постановка О. Грановського), «Амнон і Томорі» Ш. Аша, «Уріель Акоста» К. Гуцкова, у власній п'єсі «Будівельник».
В 1920 разом зі студією переїхав до Москви. У 1925 студія була перетворена в Московський державний єврейський театр. В 1928 театр гастролював в Німеччині, Франції, Бельгії, Нідерландах і Австрії. Після неповернення О. М. Грановського з-за кордону в 1929 став художнім керівником і головним режисером цього театру.
З 1939 року — член Художньої ради Комітету у справах мистецтв при РНК СРСР.
Одночасно з театральною роботою викладав в училищі при Московському єврейському театрі (з 1941 — професор.
В 1941, під час Радянсько-німецької війни разом з театром відправився в евакуацію до Ташкенту, де брав участь в роботі також Узбецького театру драми ім. Хамзи, а також Узбецького державного театру опери та балету.
У лютому 1942, коли з ініціативи радянського керівництва для «залучення до боротьби з фашизмом єврейських народних мас в усьому світі» був створений Єврейський антифашистський комітет (ЄАК), став першим головою цього комітету. В 1943 від ЄАК їздив до США, Канади, Мексики і Великої Британії з пропагандистськими завданнями організації фінансової підтримки воєнних дій СРСР.
У лютому 1944 спільно з І. Фефером і Ш. Епштейном написав листа Й. Сталіну з проханням про організацію єврейської автономії у Криму.
Був членом Президії Всеросійського театрального товариства і ЦК профспілки працівників мистецтв.

### Сім'я
Був одружений з Сарою Львівною Кантор (померла в 1932), пізніше з Анастасією Павлівною Потоцькою. Від першого шлюбу мав двох дочок, Ніну і Наталію (в 1970-і роки виїхали в Ізраїль, померли в кінці 2014 року). Ніна Міхоелс викладала в Державному інституті театрального мистецтва. Зять — композитор Мойсей Вайнберг.

## Загибель
Згідно з версією, оприлюдненою для громадськості одразу після загибелі, Міхоелс уночі проти 13 січня 1948, під час відрядження в Мінськ, разом з колегою, театрознавцем В. І. Голубовим (Потаповим), внаслідок нещасного випадку був збитий вантажівкою і помер. Похорони проводились на державному рівні, були випущені пам'ятні збірки. Єврейському театру було присвоєно ім'я Міхоелса. Того ж 1948 ЄАК був розпущений, а більшість його учасників незабаром піддана репресіям. У липні 1949 був закритий Єврейський театр. Організатори та виконавці вбивства Міхоелса були нагороджені державними нагородами.
На початку квітня 1953, після арешту колишнього міністра держбезпеки СРСР В. С. Абакумова, за ініціативою міністра внутрішніх справ Л. П. Берії було проведено розслідування, яке показало, що Міхоелс, а також його супутник (що був таємним інформатором МГБ) були навмисне вбиті групою офіцерів МГБ під керівництвом генерал-лейтенантів С. І. Огольцова і Л. Х. Цанава (глава МГБ БССР) і полковника Ф. Г. Шубнякова. Згідно зі свідченнями Абакумова, це сталося за прямою особистою вказівкою Сталіна. Вбивство було скоєно на дачі Лаврентія Цанава в мінській Степянці, після чого тіла були роздушені вантажівкою та покинуті на розі безлюдних вулиць Білоруської та Ульянівської Мінська.
Вважається, що однією з основних причин вбивства стало переконання Сталіна щодо підсилення єврейського націоналізму в СРСР через діяльність Єврейського антифашистського комітету.
Похований на Донському кладовищі в Москві.

## Ролі в кіно
- 1925: «Єврейське щастя» — Менахем Мендель
- 1932: «Повернення Нейтана Беккера» — Царя Беккер
- 1935: «Місячний камінь» («Памір») — провідник
- 1936: «Шукачі щастя» — консультант
- 1936: «Цирк» — глядач в цирку, що співає колискову пісню
- 1938: «Сім'я Оппенгейм» — Якобі, лікар-офтальмолог